# Ahsoka (tv-serie)
Ahsoka er en amerikansk serie udviklet af Jon Favreau og Dave Filoni til Disney+. Serien er en del af Star Wars-franchisen og en spin-off fra serien The Mandalorian, der finder sted i samme tidsramme som den serie og dens andre indbyrdes forbundne spin-offs efter begivenhederne i Jedi-ridderen vender tilbage (1983), mens den også tjener som en fortsættelse af den animerede serie Star Wars Rebels. Serien følger Ahsoka Tano, mens hun undersøger en ny trussel mod galaksen efter imperiets fald.
Rosario Dawson har hovedrollen som Ahsoka Tano, der gentager sin rolle fra The Mandalorian. Karakteren blev skabt til den animerede serie Star Wars: The Clone Wars (stemme af Ashley Eckstein) og fik sin live-action-debut i anden sæson af The Mandalorian.
Ahsoka blev fastsat til at blive udgivet den 23. august 2023. Efterfølgende afsnit bliver udgivet ugentligt.

## Handling
Ahsoka Tano undersøger en ny trussel mod galaksen efter imperiets fald.

## Medvirkende
- Rosario Dawson som Ahsoka Tano[1]
- Natasha Liu Bordizzo som Sabine Wren, en mandaloriansk kriger[1]
- Mary Elizabeth Winstead som Hera Syndulla[1]
- Lars Mikkelsen som Storadmiral Thrawn[2]

## Afsnit
| Nr. | Titel                                                                                     | Instruktør         | Forfatter   | Oprindelig udgivelsesdato |
| --- | ----------------------------------------------------------------------------------------- | ------------------ | ----------- | ------------------------- |
| 1   | "Part One: Master and Apprentice" "Del 1: Mester og lærling"                              | Dave Filoni        | Dave Filoni | 23. august 2023           |
| 2   | "Part Two: Toil and Trouble" "Del 2: Møje og modgang"                                     | Steph Green        | Dave Filoni | 23. august 2023           |
| 3   | "Part Three: Time to Fly" "Del 3: På vingerne"                                            | Steph Green        | Dave Filoni | 23. august 2023           |
| 4   | "Part Four: Fallen Jedi" "Del 4: Falden Jedi"                                             | Peter Ramsey       | Dave Filoni | 23. august 2023           |
| 5   | "Part Five: Shadow Warrior" "Del 5: Skyggekriger"                                         | Dave Filoni        | Dave Filoni | 23. august 2023           |
| 6   | "Part Six: Far, Far Away" "Del 6: Langt, langt borte"                                     | Jennifer Getzinger | Dave Filoni | 23. august 2023           |
| 7   | "Part Seven: Dreams and Madness" "Del 7: Drømme og vanvid"                                | Geeta Vasamt Patel | Dave Filoni | 23. august 2023           |
| 8   | "Part Eight: The Jedi, the Witch, and the Warlord" "Del 8: Jedien, heksen og krigsherren" | Rick Famuyiwa      | Dave Filoni | 23. august 2023           |